# BTV (Litva)
BTV  là đài truyền hình Litva được thành lập năm 1993. Kênh phát sóng 24/7 và có trụ sở tại Vilnius. Kênh chủ yếu gồm các chương trình về giải trí, thông tin, giáo dục và phim truyện. BTV phát sóng trên 80% lãnh thổ Litva.

## Lịch sử
Vào tháng 4 năm 1993, công ty chung Litva-Mỹ "Baltijos televizija" được thành lập; cổ đông chính của nó là công ty Hoa Kỳ "American Equitable Finance Corporation", do Kęstutis Makaitis đứng đầu, và Bộ Tài chính Litva trở thành cổ đông nhỏ hơn. Cùng năm đó, Baltijos Televizija bắt đầu phát sóng do công ty được thành lập. Trong giai đoạn 1994-1995, kênh dùng chung tần số kênh 38 UHF với TV Polonia. Nó cũng được phát lại trên TELE-3. Vào năm 1996, kênh bắt đầu mở rộng mạng lưới phóng viên khi studio Kupiškis được thành lập. Trong giai đoạn 1996-1998, đài thường phát lại các chương trình của BBC và CNN trong phần lớn thời lượng phát sóng của mình.
Ngày 30 tháng 5 năm 2002, kênh bị ngừng phát sóng khi TV4 chiếm phần nhiều, nhưng 2 năm sau, kênh được phát sóng trở lại vào ngày 17 tháng 9 năm 2004.
Trong năm 2018–2019, bộ nhận diện của kênh đã được thay đổi.

## Chương trình
- Sled (Chương trình của Nga về trinh thám)
- Сериал Пес (Chương trình của Nga về trinh thám)
- Highlander (Pháp, Canada)

## Show
- Betsafe LKL (Litva)

- Gyvenu čia (Litva)

## Tin tức
- INFO DIENA